# یوری-میک اودام

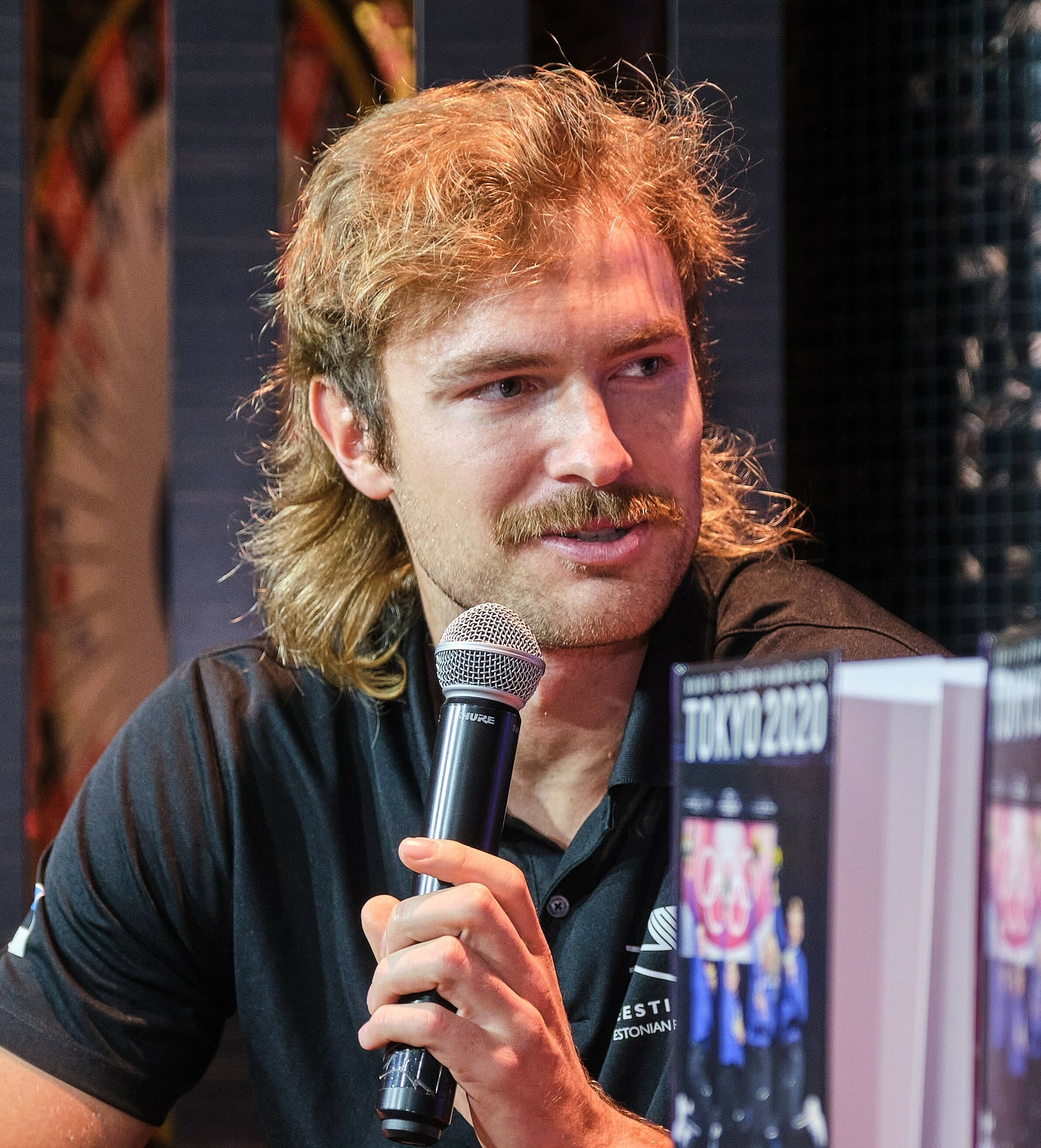
یوری-میک اودام در سال ۲۰۲۱

یوری-میک اودام (استونیایی: Jüri-Mikk Udam؛ زادهٔ ۱۴ مهٔ ۱۹۹۴) قایقران  روئینگ اهل استونی است.  وی در بازی‌های المپیک تابستانی ۲۰۱۲ شرکت کرده است.